# Cerodontha luzulae
Cerodontha luzulae är en tvåvingeart som beskrevs av Franz Groschke 1957. Cerodontha luzulae ingår i släktet Cerodontha och familjen minerarflugor. Inga underarter finns listade i Catalogue of Life.